# Signau
Signau (toponimo tedesco) è un comune svizzero di 2 694 abitanti del Canton Berna, nella regione dell'Emmental-Alta Argovia (circondario dell'Emmental).

## Storia
Nel 1894 la località di Häleschwand, fino ad allora frazione di Rüderswil, fu assegnata a Signau. Signau è stato il capoluogo dell'omonimo distretto fino alla sua soppressione nel 2009.

## Monumenti e luoghi d'interesse

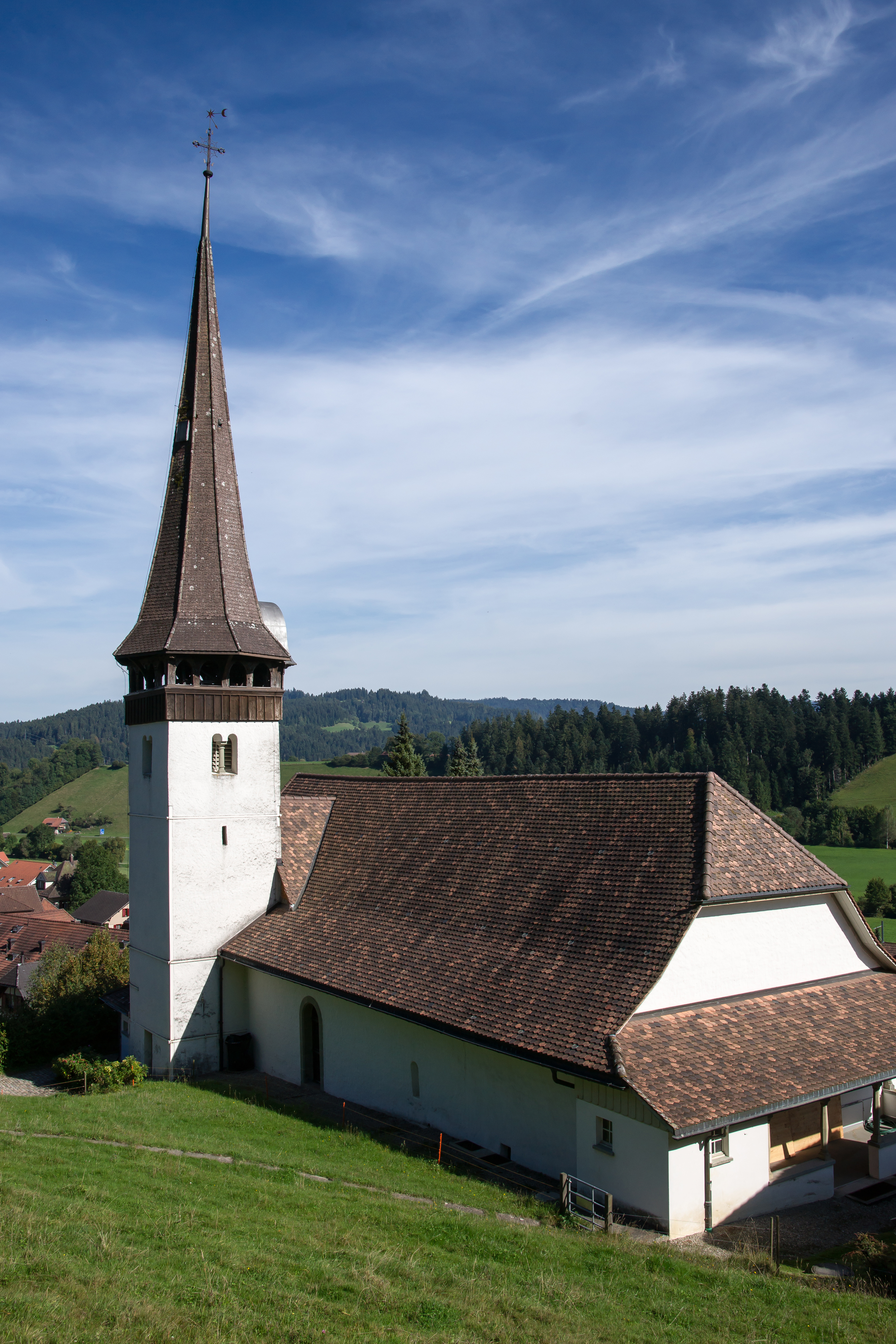
La chiesa riformata

- Chiesa riformata (già di Santa Maria), ricostruita nel 1850[2].

## Società

### Evoluzione demografica
L'evoluzione demografica è riportata nella seguente tabella:
Abitanti censiti

## Infrastrutture e trasporti

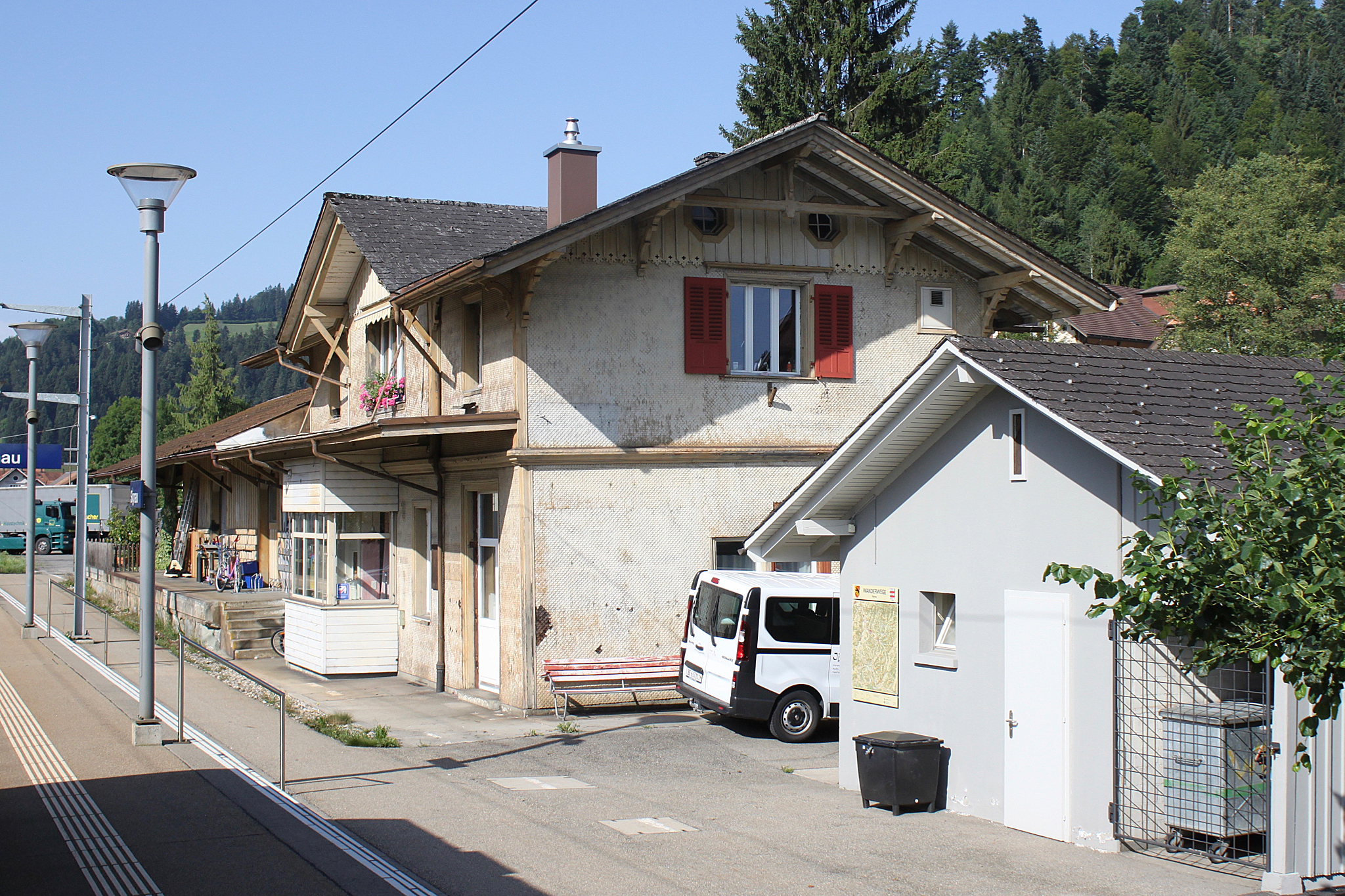
La stazione di Signau

Signau è servito dall'omonima stazione sulla ferrovia Berna-Lucerna.

## Amministrazione
Ogni famiglia originaria del luogo fa parte del cosiddetto comune patriziale e ha la responsabilità della manutenzione di ogni bene ricadente all'interno dei confini del comune.